# أوسامو دازاي
أوسامو دازاي (باليابانية: 太宰 治 مواليد؛ 19 يونيو 1909 — 13 يونيو 1948) كان روائي ياباني، ويُعتبر الآن من أبرز روائيي اليابان في القرن العشرين. تعد بعض أشهر أعماله، مثل لَمْ يَعُد إنساناً (Ningen Shikkaku) و الشمس الغاربة (Shayō)، من أهم الكلاسيكيات الحديثة في اليابان، حيث تميزت بأسلوب أشبه ما يكون بالترجمة الذاتية وطابع شفّاف مستوحى من أحداث حياته الشخصية.
من أهم الكُتاب ذوي التأثير الواضح على دازاي؛ ريونوسكي أكوتاغاوا وموراساكي شيكيبو وفيودور دوستويفسكي. بالرغم من شهرة دازاي الواسعة في اليابان، إلا أنه لا زال غير معروفٍ نسبيًا في باقي أرجاء العالم.

## النشأة

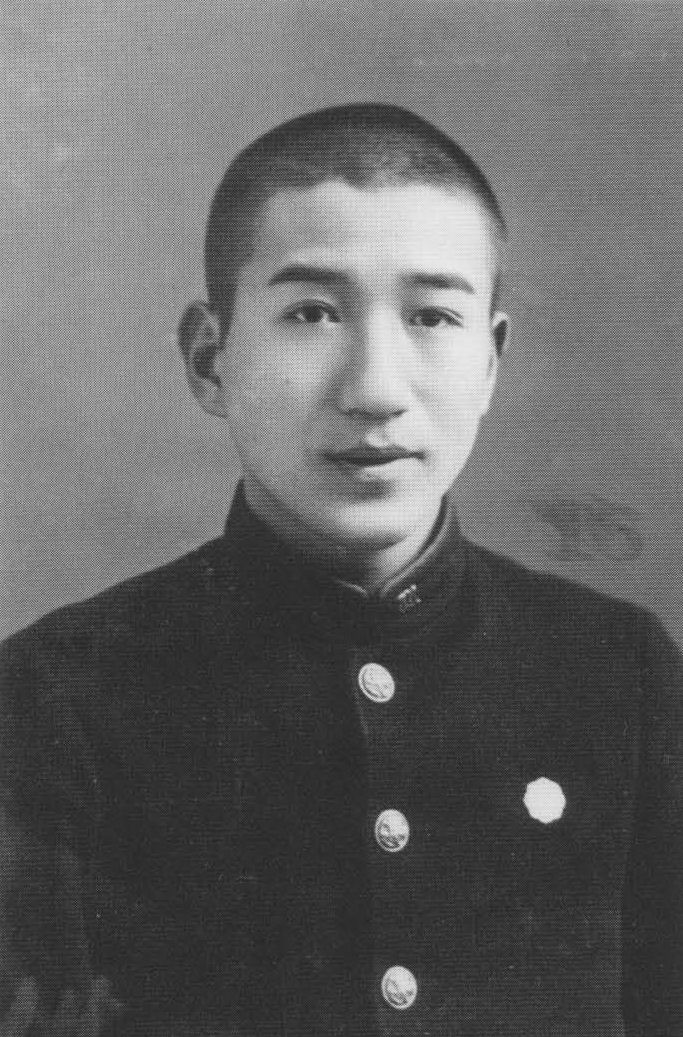
تسوشيما في صورة غير مؤرخة خلال سنواته الدراسية

ولد شوجي تسوشيما (津島 修治 Tsushima Shūji)، والذي عُرف لاحقًا باسم أوسامو دازاي، لعائلة ميسورة من بلدة كاناغي النائية والتي تقع في قمة منطقة توهوكو في محافظة آوموري. كان شوجي هو الطفل الناجي الثامن للعائلة وأمضى سنواته المبكرة في قصر عائلة تسوشيما مع حوالي 30 شخص. بالرغم من خلفيتها المتواضعة، إلا أن سرعان ما أصبحت عائلة تسوشيما ذات نفوذٍ واسع وتحظى باحترام الجميع في المنطقة.
أصبح والد دازاي، جينكيمون تسوشيما، ذو صلاتٍ سياسية واسعة، الأمر الذي جعله غائبًا عن معظم طفولة ابنه المبكرة، أما والدته فقد أقعدها المرض فتربى تحت رعاية خدم العائلة وعمته، كيي.

## تعليمه وبداياته الأدبية

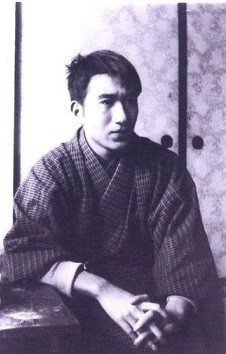
تسوشيما، عام 1928

بدأ تسوشيما تعليمه في مدرسة كاناغي الابتدائية. في الرابع من مارس، 1923 توفي والد تسوشيما إثر مرض سرطان الرئة، وفي الشهر التالي بدأ تسوشيما بارتياد مدرسة آوموري الثانوية، ثم جامعة هيروساكي في عام 1927 حيث درس في كلية الأدب، وإهتم بالأخص بثقافة الإيدو. في عام 1928، بدأ بتحرير سلسلة منشورات طلابية حيث ساهم ببعض أعماله فيها، وقام برفقة بعض أصدقائه بنشر مجلة بعنوان خلية الأدب (Saibō bungei)، وثم أصبح عضوًا في فريق تحرير المجلة الجامعية.
توقف نجاحه مؤقتًا عندما قام قدوته، الكاتب ريونوسكي أكوتاغاوا، بالانتحار عام 1927. فبدأ تسوشيما بإهمال دراسته وإنفاق نقوده على الملابس والكحول والدعارة. كما انه قد اهتم بالماركسية، والتي كانت محظورة في اليابان آنذاك. غالبًا ما عبّر تسوشيما في كتاباته الأولى عن شعوره بالذنب كونه وُلد في الطبقة الاجتماعية غير المناسبة. في ليلة 10 ديسمبر، 1929 قام تسوشيما بارتكاب أولى محاولات انتحاره، لكنه نجا وتمكن من التخرج في السنة التالية.

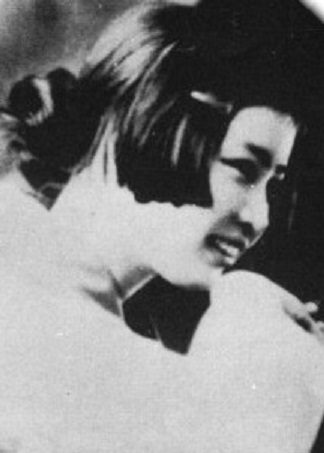
شيميكو تانابي

في عام 1930، قام تسوشيما بالتسجيل في قسم الأدب الفرنسي في جامعة طوكيو لكنه سرعان ما انقطع عن الدراسة مجددًا. في أكتوبر من نفس العام، قام الهرب مع غيشا اسمها هاتسويو أوياما، الأمر الذي جلب سخط عائلته وجعلها تتبرأ منه بشكلٍ رسمي.
بعد تسعة أيام من طرده، حاول تسوشيما الانتحار مجددًا عندما حاول إغراق نفسه على إحدى شواطئ مدينة كاماكورا برفقة فتاةٍ أُخرى اسمها شيميكو تانابي، تبلغ من العمر 19 عام. توفيت شيميكو بينما نجا تسوشيما عندما انقذه قارب صيد. وتم اتهامه بالتواطؤ في حادثة موتها. صُعقت عائلته عندما بلغتها الأخبار، فقامت بالتدخل من اجل إسقاط تحقيقات الشرطة، وبالفعل تم تبرئته من التهمة الموجهة، وتم إعادة مصروفه الشهري. في ديسمبر، أتم تسوشيما فترة تعافيه في قرية إيكاريغاسيكي وتزوج من هاتسويو.
بعد فترةٍ قصيرة، تم اعتقاله بتهمة التورط مع الحزب الشيوعي الياباني، وفور معرفة أخيه الأكبر، بانجي، بما حصل، قام فورًا بقطع مصروفه الشهري مجددًا. قام تسوشيما بالتواري عن الأنظار، ولكن بالرغم من مشاكله العائلية، تمكن بانجي بإيصال رسالةٍ مفادها بأنه سوف يتم إسقاط التهم وإعادة مصروفه الشهري مجددًا في حال أن أقسم رسميًا بأنه سوف يتخرج وسوف يقطع علاقته مع الحزب الشيوعي. فقبل تسوشيما هذا العرض.

## بداية مسيرته الأدبية
حافظ تسوشيما على وعده واستقر لبعض الوقت. تمكن من الحصول على المساعدة من الكاتب ماسوجي ابسي، والذي ساعده على نشر أعماله وتأسيس سمعته. كانت سنوات تسوشيما التالية ذات إنتاجية عالية، واستخدم اسم «أوسامو دازاي» لأول مرة في عام 1933 عندما اصدر قصة قصيرة بعنوان القطار (Ressha)، والتي مثلت أولى تجاربه مع أسلوب الروايات المستندة إلى الترجمة الذاتية والذي أصبح لاحقًا علامته الأدبية المميزة.
في عام 1935، بدا جليًا لدازاي بأنه لن يتمكن من التخرج، و قد فشل بالحصول على وظيفة في إحدى الصُحف في طوكيو. أنهى رواية السنوات الأخيرة، والتي كان من مفروض أن تكون بمثابة وداعه الأخير، ثم حاول شنق نفسه في 19 مارس 1935، لكن فشل مجددًا.
بعد ثالث محاولة انتحار بثلاثة أسابيع، أصيب دازاي بالتهاب حاد في الزائدة الدودية وتم إدخاله إلى المستشفى. خلال تلك الفترة أصبح دازاي مدمنًا على البابينال، وهو مسكن ألم مشتق من المورفين. بعد حوالي سنة من الصراع مع الإدمان، وفي أكتوبر 1936، تم إدخاله إلى مصح نفسي وحبسه في غرفة مغلقة حيث أجبر على الإقلاع مرة واحدة من دون تخفيف تدريجي.

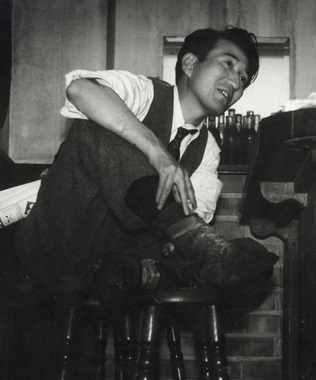
دازاي، عام 1946

اقام في المستشفى حوالي شهر، خلال تلك الفترة قامت زوجته هاتسويو بخيانته مع أحد أصدقائه. عَلم دازاي بالأمر لاحقًا، فحاول الانتحار مجددًا مع زوجته، حيث قاما بتناول الحبوب المنومة ولكن لم يمت أيّنٌ منهما، فقام بتطليقها .لكنه سرعان ما تزوج مجددًا، هذه المرة من معلمة اسمها ميتشيكو ايشيهارا (Michiko Ishihara)، وانجب منها طفلته الأولى، سونوكو، في يونيو 1941.
في الثلاثينات والأربعينات، قام دازاي بكتابة عدد من الروايات والقصص القصيرة ذات طابع الترجمة الذاتية، ودارت معظم هذه القصص حول مواضيع سوداوية مستمدة من حياته الشخصية مثل الانتحار والعزلة والفسوق.

## سنوات الحرب

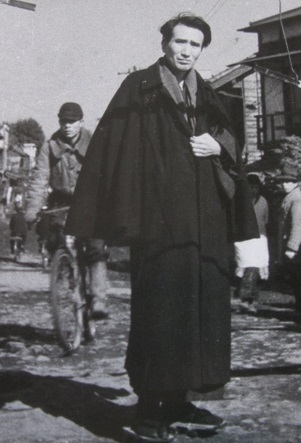
دازاي، 1947 - 1948

دخلت اليابان حرب المحيط الهادئ في ديسمبر، لكن تم إعفاء دازاي من الخدمة بسبب مشاكل صدره المزمنة، حيث تم تشخيصه بمرض السل. أصبحت لجان الرقابة مترددة في قبول أعمال دازاي غير التقليدية، لكنه تمكن على أي حال من نشر معظمها، حيث كان واحد من الكُتّاب القلائل الذين تمكنوا من نشر هذا النوع من الأعمال خلال تلك السنوات. عدد كبير من القصص التي نشرها دازاي خلال الحرب العالمية الثانية فقد كانت إعادة سردية لقصص شعبية يابانية.
احترق منزل دازاي مرتين خلال الغارات الجوية على طوكيو، لكنه تمكن هو وعائلته من الهرب من دون أذى، برفقة ابنه المولود حديثًا ماساكي، الذي ولد عام 1944. وفي عام 1947، ولدت ابنته ساتوكو، والتي أصبحت فيما بعد كاتبة مشهورة عرفت باسم يوكو تسوشيما.

## مسيرته الأدبية بعد فترة الحرب

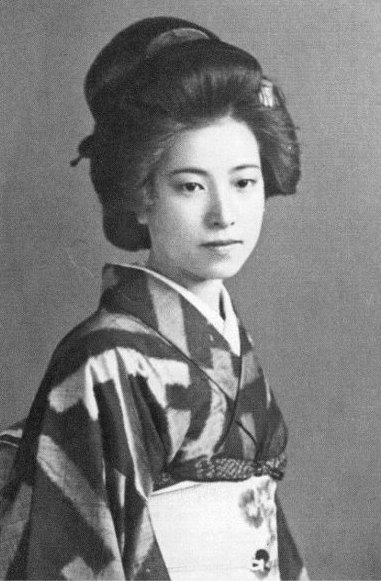
تومي يامازاكي

بلغت شعبية دازاي أوجها بعد فترة الحرب مباشرة. في يوليو 1947، تم نشر رواية الشمس الغاربة (Shayo)، والتي تدور حول تراجع واندثار الطبقة النبيلة اليابانية بعد الحرب العالمية الثانية، فتحول دازاي من كاتب ناجح إلى أحد مشاهير اليابان. كانت الرواية مبنية على مذكرات شيزوكو أوتا (Shizuko Ōta). كانت أوتا من معجبي دازاي حيث قابلته لأول مرة في عام 1941. وأنجبت منه طفلة اسمها هاروكو في عام 1947.
أصبح دازاي مدمنًا للكحول، وبدأت صحته بالتدهور بسرعة. في تلك الفترة، قابل دازاي تومي يامازاكي (Tomie Yamazaki)، أرملة فقدت زوجها في الحرب بعد عشر سنوات من الزواج وكانت تعمل في صالونات التجميل. قام دازاي بهجر زوجته وأطفاله وانتقل للعيش مع تومي بعد فترةٍ قصيرة.
بدأ دازاي بكتابة رواية لَمْ يَعُد إنساناً (Ningen Shikkaku) في أحد منتجعات الينابيع الحارة في أتامي، ومن ثم انتقل برفقة تومي إلى بلدة أوميا، حيث أنهى روايته في منتصف مايو.
تدور أحداث الرواية حول أوبا يوزو (Ōba Yōzō)، وهو شاب يشعر بالعزلة عن باقي البشر في طريقه نحو تدمير حياته بينما يقف متفرجًا وشاعرًا بالعجز عن تغيير مسار حياته. كُتبت الرواية بأسلوب صادق إلى حدٍ مؤلم ومن دون العاطفية التقليدية. تعد الرواية الآن من أهم كلاسيكيات الأدب الياباني، وتُرجمت لعدة لغات مختلفة.
في ربيع 1948، بدأ دازاي بالعمل على رواية قصيرة بعنوان الوداع (Guddo bai، اللفظ الياباني لكلمة Goodbye الإنجليزية)، وكان من المفترض بأن يتم نشرها على شكل سلسلة في صحيفة أساهي، لكن لم يتم إنهائها.

## وفاته

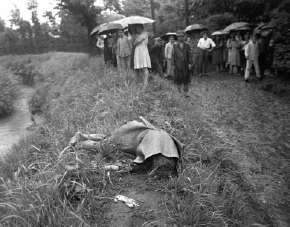
جثة كل من دازاي وتومي عندما تم العثور عليهما

في 13 يونيو 1948، قام أوسامو دازاي بالانتحار مع رفيقته يامازاكي بإغراق أنفسهما في قناة كاماغاوا الواقعة قرب منزله. تم العثور على جثتيهما في 19 يونيو، والذي صادف عيد ميلاده التاسع والثلاثون. يرقد جثمان دازاي في معبد زينرين-جي، في ميتاكا، طوكيو.

## أهم أعماله
تتسم أعمال دازاي بأسلوب أقرب منه إلى السيرة الذاتية. تشبه أعماله من ناحية صياغتها المذكرات الشخصية والرسائل والخواطر الذهنية.
من أهم أعماله:
- لَمْ يَعُد إنساناً (人間失格 Ningen Shikkaku) صدرت الترجمة العربية عن دار سلامة للنشر من ترجمة د. صفاء نور.[11]
- الشمس الغاربة (斜陽 Shayō) صدرت الترجمة العربية عام 2021 عن دار جامعة حمد بن خليفة للنشر من ترجمة ميسرة عفيفي.

## وصلات خارجية
- أوسامو دازاي على موقع أرشيف الشارخ.
- أوسامو دازاي على موقع IMDb (الإنجليزية)
- أوسامو دازاي على موقع الموسوعة البريطانية (الإنجليزية)
- أوسامو دازاي على موقع مونزينجر (الألمانية)
- أوسامو دازاي على موقع ميوزك برينز (الإنجليزية)
- أوسامو دازاي على موقع قاعدة بيانات الفيلم (الإنجليزية)

أوسامو دازاي  على قاعدة بيانات الخيال التأملي على الإنترنت